# Општина Изола
Општина Изола (словен. Izola, итал. Isola) је једна од општина Обално-Крашке регије у држави Словенији. Седиште општине је истоимени градић Изола.
Општина Изола је једна од 3 општине Словеније са изласком на море (Јадран), а које су такође једине у држави с признатом италијанском мањином.

## Природне одлике
Општина Изола налази се на југозападу државе. Општина је једна од 3 општине Словеније са изласком на море (Јадран). У залеђу се налази мање насељено општинско подручје на карстном тлу.

## Становништво
Општина Изола густо је насељена, посебно део уз море.
Општина Изола је једна од 3 општине Словеније са признатом италијанском мањином (која чини свега 4,3% становништва општине). Будући да је општина једна од најразвијених у земљи, постоји велики удео људи из других делова бивше Југославије.

## Насеља општине
| - Бареди - Добрава - Изола - Јагодје - Корте | - Малија - Ножед - Цеторе - Шаред |